# Gruñón
Gruñón är en kulle i Antarktis. Den ligger i Sydshetlandsöarna. Argentina, Chile och Storbritannien gör anspråk på området. Toppen på Gruñón är 78 meter över havet.
Terrängen runt Gruñón är kuperad västerut, men österut är den platt. Havet är nära Gruñón österut.  Trakten är glest befolkad. Närmaste befolkade plats är Commandante Ferraz Station, 13,4 kilometer väster om Gruñón. 